# YZ
Acrònim YZ usat en el SIMBAD fa referència a la Y de Yale i a la Z de Zone catalog, aquestes lletres provenen del Catàleg de les posicions i el moviment propi de les estrelles nnn. De la zona entre les declinacions +20 i +25. Creat per F. Schlesinger, I. Barney, i C. Gesler a l'Observatori de la Universitat Yale l'any 1934.

## Edicions
Els mateixos autors feren una nova edició l'any 1940 amb 8.101 estels entre -10 i -14 graus. El 1940 publicaren la primera part d'un nou catàleg en 85.663 estrelles entre -14 i -18 graus. La segona part comprèn 4.553 estels entre -18 i -20 graus. L'any 1943 publicaren un nou catàleg de 4.292 estels entre -20 i -22 graus, i posteriorment 9.455 estels entre -27 i -30 graus, i finalment 15.110 estels entre -22 i -27 graus.
L'any 1945 I. Barney continuà l'obra amb la publicació d'un catàleg de 8.108 estels situats de -2 fins a -6 graus. Aquesta obra continuà el 1947 (9.902 estels, de +15 a +20 graus), el 1948 (8.967 estels, de +10 a +15 graus), el 1949 (7.996 estels, de +1 a +5 graus), 1950 (5.583 estels de -2 a +1 graus, 9.060 estels de +5 a +9 graus i 1.904 estels de +9 a +10), l'any 1951 I. Barney encara va publicar un volum suplementari de la zona situada entre -30 a +30.
El 1953 va fer un catàleg revisat amb 10.358 estels de +25 a +30 graus. L'any 1954 publicà una nova revisió amb 8.703 estrelles de +20 a +25 graus. El mateix any amb A. J. J. Van Voerkoma publicà la primera part d'un nou catàleg amb 1.031 estels de +85 a +90, i l'any 1959 amb D. Hoffleit i B. B. Jones publicà la segona part del catàleg amb 8.380 estels de +50 a +55 graus. L'any 1967 D. Hoffleit publicà un catàleg de les estrelles entre les declinacions -30 i -35. Aquest autor continuà l'obra l'any 1968 amb un catàleg de la declinació -35 graus a -40. Finalment publicaria els anys 1971 i 1983 els catàlegs dels estels de -70 a -90 graus, i de -60 a -70 graus.